# シモエイシオス
シモエイシオス（古希: Σιμοείσιος, Simoeisios）は、ギリシア神話の人物である。トロイア人アンテミオーンの子。母親がイーデー山での羊の群れの放牧から降りて来たときにシモエイス川のほとりで出産したことから、川の名前にちなんでシモエイシオスと名づけられた。トロイア戦争が勃発したときシモエイシオスはまだ青春の盛りの若者であったが戦場で戦い、エレペーノールの遺体めぐる混戦の中で、大アイアースが投じた槍に右の胸を貫かれて倒れた。その様子は湿原に自生する滑らかな幹のポプラが大工の斧で切り倒されるかのようであったという。プリアモスの子アンティポスは大アイアースに槍を投じたが外れ、シモエイシオスの遺体を引きずって行こうとしたオデュッセウスの部下レウコスを討った。